# シベリアII
『シベリアII』（Syberia II）は、フランスのゲーム開発会社Microïdsが開発したアドベンチャーゲーム。『シベリア2』（Syberia 2）とも表記される。
物語は前作『シベリア』のエンディング直後から始まる。ニューヨークの弁護士ケイト・ウォーカー（Kate Walker）、病弱ながら発明の才知に優れる老人ハンス・ボラルバーグ（Hans Voralberg）、ハンスが設計したからくり人形（オートマタ）のオスカー（Oscar）の3人がシベリアの地を巡り、マンモスが生存しているとの伝説があるシベリア島（Syberia）を目指す旅を続ける。

## ストーリー
作中では、ケイトの上司であるエドワード・マーソン（Edward Marson）と彼から依頼されケイトの行方を追う探偵との電話のやり取りが随時挿入される。

### ロマンスバーグ
ケイトたちがゼンマイ駆動の機関車で極寒のシベリアの大地を進むこと数週間、機関車を操縦するオスカーから小さな町ロマンスバーグ（Romansburg）の駅に到着したとの報告が入る。ホームに降りたケイトは駅に設置されていた装置で機関車のゼンマイを巻き再び出発しようとオスカーに声をかけるが、オスカーは更なる気温の低下に備え車内を暖かくする必要があると伝える。ケイトは機関車に補給する石炭を探すことになり、町を調べ回った末に巨大なクレーンを操作して石炭を補給し終えた時、オスカーが慌てて駆け付け、ハンスがいなくなったと告げる。捜索の中でケイトが町の酒場を訪れると、店内にある故障した馬のからくり人形の前で佇むハンスを発見するが、ハンスはうわごとを呟いたかと思うと、次の瞬間倒れこんでしまう。酒場の主人のサーコス（Cirkos）はハンスに馬の修理を依頼した自分の責任だと悔み、この町で病気を治療できるのは修道僧くらいだと語る。ケイトは、修道僧がいる山の上の修道院へ向かう。
修道院の内部で司祭と対面したケイトはハンスの容態を伝え、ハンスは修道院へ搬送される。診察した司祭はハンスに死期が迫っているとする一方で、ハンスの空想的なうわごとを聞き彼は異端者だと言い放つ。その後、一室のベッドで目を覚ましたハンスは、かつての友人である修道僧のアレクセイ・ツキアノフ（Alexei Toukianov）の名前を出し、彼が詳しいという極北の地の民族・ユコール族（Youkols）の秘薬について語る。ケイトが修道院の中で見つけたツキアノフの手記の内容を基に薬を作成するとハンスの容態が回復したため、2人は修道院を後にしようとする。ところが、司祭はハンスを悪魔の幻影と呼び修道院から出ることを拒む。ケイトは屋外の傍らにあった棺桶を見つけ、これをそり代わりに用いて2人は修道院の敷地を脱出する。
機関車への帰還後、ハンスから自分の代わりに酒場のからくり人形を修理してきてほしいと依頼されたケイトは再び酒場へ行き、歯車をはめて修理を終える。その時、突然機関車の轟音が辺りに響き渡る。ケイトは急いで店を飛び出しホームへ向かうが、機関車はケイトを置いて走り去ってしまう。すると、オスカーから電話が入り、町の一角に住んでいた兄弟のイワン・バーゴフ（Ivan Bourgoff）とイゴール・バーゴフ（Igor Bourgoff）により機関車が強奪されたと告げられる。ケイトは駅に備え付けられていた大きな回し車駆動のトロッコを線路上に設置すると、酒場のサーコスが面倒を見ていたアザラシと犬の混血獣ユーキ（Youki）を譲り受けて回し車に乗せ機関車の後を追う。

### 雪山
トロッコでの猛追により、ケイトは機関車が見えるところまで追いつく。しかし、機関車が川に架かる橋を通過した直後に橋が崩落、そのはずみで機関車は脱線し停車する。バーゴフ兄弟は機関車を乗り捨てハンスを連れてその場から逃走し、ケイトは徒歩で雪山を進むことになる。川の対岸に渡った後、ケイトが断崖のそばをしばらく歩いていると、崖上で待ち構えていたバーゴフ兄弟がケイトを目掛けて岩を落とす。これが未遂に終わったためもう一度投下しようとした時、突然空から飛行機が急接近しバーゴフ兄弟がいる間近に墜落する。兄弟は再び逃走し、ケイトは岩壁を登って墜落現場へ向かう。そこには、以前にコムコルツグラッド（前作に登場した廃墟）で出会ったパイロットのボリス・チャロフ（Boris Charov）がいた。墜落直前に緊急脱出装置を用いて難を逃れた彼は、ケイトの事情を聴くと、機内にもう一つある装置の使用法を教える。ケイトはこれを身に着けて装置を起動するとその場から上空へ勢いよく放出されて長距離を飛行し、機関車のそばに着陸する。ここでケイトとオスカーが合流し、2人を乗せた機関車は脱線していた客車部分を切り離して再出発する。

### ユコール族の村
機関車は、雪原の一角にある洞窟の前に停車する。線路はここで途切れており機関車ではこれ以上進めない。ケイトが付近を探索していると、バーゴフ兄弟の弟イゴールと出くわす。彼は兄のイワンに付き合いきれず帰りたいと口にする一方、ハンスは一緒にこの場所に来たが目を離している間にいなくなったと語る。この後、ケイトは更に移動し、地面が氷で覆われ巨大な獣の骨が散乱している塚に辿り着く。するとここでイワンが現れ、長く鋭利な骨をケイトに向ける。イワンは、ハンスを誘拐した理由について、マンモスに詳しいとされるユコール族のもとへハンスに案内させマンモスの象牙を手に入れるためだと明かす。詰め寄るイワンに対して後ずさりするケイトだったが、突然足元の氷が大きくひび割れ、暗闇の中に落下する。
ケイトは、洞窟内部に広がるユコール族の村にある家の一室で目を覚ます。家の外の住民から聞いた情報をもとにケイトが村の祈祷師の家に向かうと、そこには意識のない状態で生死をさまようハンスの姿があった。傍にいる祈祷師によると、雪の中で衰弱しきっていたところを村人が発見したという。ハンスを救う方法はないのか尋ねるケイトに対し、祈祷師はハンスの夢の中に入って話すことだと語る。ケイトは祈祷師から指定された「心の扉を開く木の実」を渡すと祈祷師は儀式を始め、ケイトは夢の世界にいざなわれる。
訪れた先は、ハンスの幼少期時代のバラディレーン（前作に登場したハンスの故郷の町）だった。ケイトはハンスの父が経営する工場の敷地内の屋敷に入り、屋根裏部屋にいた少年ハンスと出会う。ケイトがハンスに目を覚ますよう訴えると、ハンスはオスカーの名前を挙げ、僕のために彼の心を開いてほしいとのメッセージを口にする。そして次の瞬間ハンスの姿が消えて辺りが光に包まれ、ケイトは夢から覚める。
いったん機関車に戻ったケイトは、先程の夢の内容についてオスカーに尋ねる。するとオスカーは突然ケイトに今生の別れを告げて村へ向かう。ケイトが急いで後を追い祈祷師の家に入ると、中ではオスカーがベッドに横たわっていた。労いの言葉をかけたケイトがオスカーの心臓部に施された仕掛けを操作するとオスカーの体が開き、そこにハンスの体が収まる。この後、村の端で氷漬けになっていた箱舟を機関車の蒸気噴射により解凍すると、ケイトは回復したハンスとともに船出する。

### 氷山
氷山海域を順調に進んでいた舟は突然一部の氷山に乗り上げてしまう。下船したケイトは氷山の縁に引っかかっていた錨をはずし舟に戻ろうとすると、ここで、舟に潜んでいたイワンが姿を現す。彼は舟の乗っ取りを図ろうとするが、操縦の仕方がわからず上甲板で試行錯誤を続ける。ケイトはこの隙に舟の下甲板に入りマストの傍にあるレバーを引く。すると帆が勢いよく張り、その衝撃でイワンが吹き飛ばされる。舟は氷山にいるイワンを残し再び進み始める。

### シベリア島
激しい嵐を切り抜けた末に舟は島に辿り着く。島内にはかつてユコール族がいたと思われる痕跡が各所に残されていた。ケイトとハンスはここがシベリア島だと確信する。ハンスは前方に広がる平原を眺めながら、昔のユコール族のように楽器を使ってマンモスを呼び寄せてほしいと頼む。ケイトが付近にあった楽器型の装置を動かすとそこから轟音が鳴り響き、しばらく待っていると霧の中からマンモスの群れが現れる。ハンスはマンモスの背中に乗って他のマンモスたちと戯れ、ケイトはその姿を落涙しながら見守る。

## 評価
- GameSpot Best and Worst of 2004 「Best Adventure Game」ノミネート[2]